# Cicilija
Cicilija je žensko osebno ime.

## Izvor imena
Ime Cicilija je različica imena Cecilija

## Pogostost imena
Po podatkih Statističnega urada Republike Slovenije je bilo na dan 31. decembra 2007 v Sloveniji število ženskih oseb z imenom Cicilija: 10. Med vsemi ženskimi imeni pa je ime Cicilija po pogostosti uporabe uvrščeno na 2.097 mesto.

## Osebni praznik
V koledarju je ime Cicilija skupaj z imenom Cecilija, god praznuje 22. novembra